# Maurizio Pollini

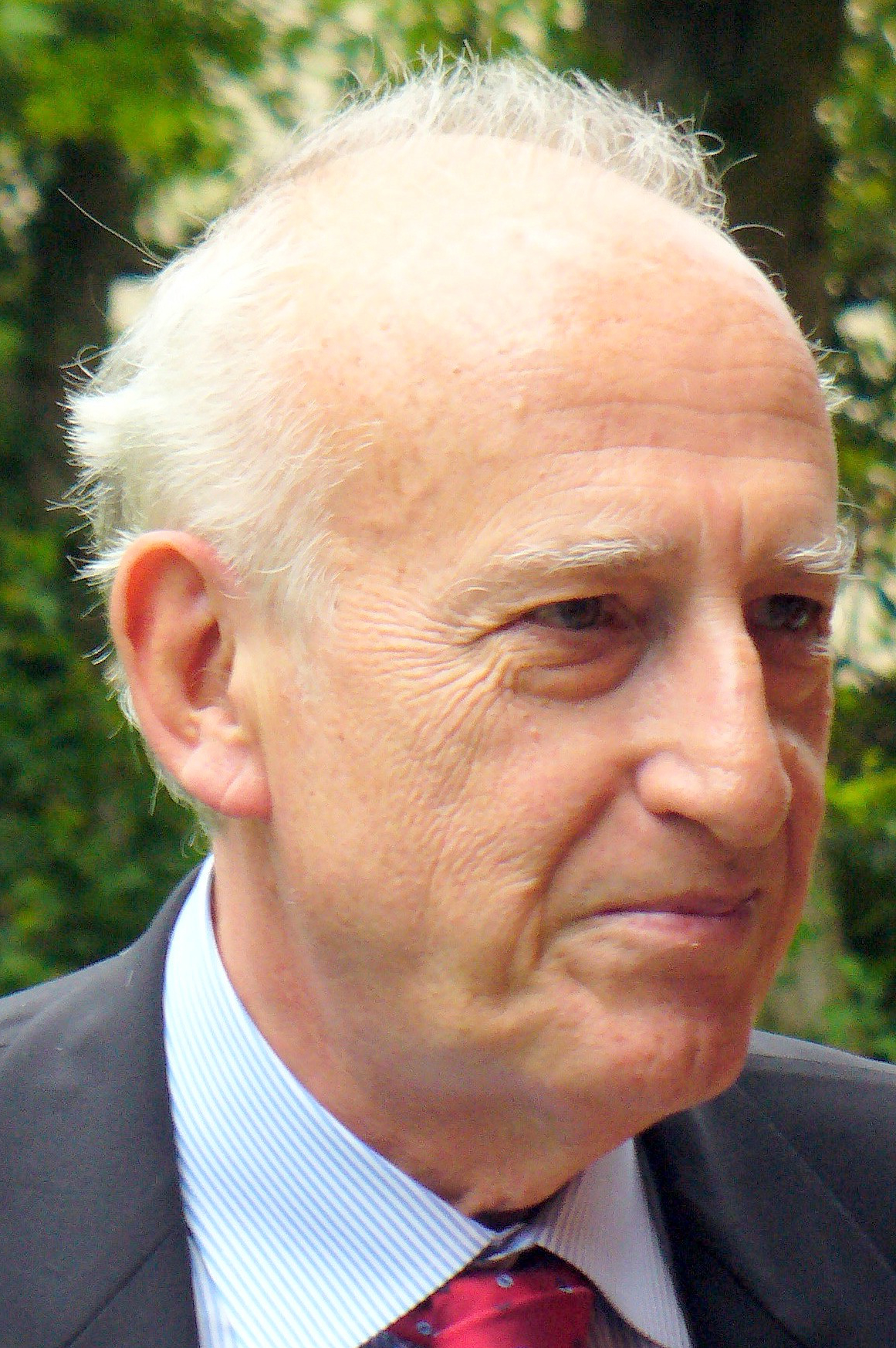
Maurizio Pollini

Maurizio Pollini (Milaan, 5 januari 1942 – aldaar, 23 maart 2024) was een Italiaans pianist en dirigent.

## Leven
Maurizio Pollini is een zoon van de architect Gino Pollini. Al op negenjarige leeftijd debuteerde Pollini als pianist. Hij studeerde eerst bij Carlo Lonati tot hij dertien jaar oud was, en tot zijn achttiende jaar bij Carlo Vidusso. Pollini haalde zijn diploma aan het Conservatorio Giuseppe Verdi van Milaan. Hij kreeg later ook onderwijs van de beroemde pianist Arturo Benedetti Michelangeli.
Op het internationale pianistenconcours in Genève van 1957, waar geen eerste prijs gegeven werd, won Pollini de tweede prijs. In 1959 won hij het Ettore-Pozzoli-Concours in Seregno en het jaar erna het Internationaal Frederick Chopin Piano Concours in Warschau. Nadien trad hij over de hele wereld op.
Zo nu en dan trad Pollini ook op als dirigent, onder andere op het Rossini-Festival in Pesaro.
In 1996 kreeg hij de Ernst von Siemens Muziekprijs, in 2002 de Echo Klassik voor al zijn werk.
Pollini overleed op 23 maart 2024 op 82-jarige leeftijd.

## Repertoire
Pollini vestigde de aandacht op zich met bezielde uitvoeringen, in het bijzonder van werken van Chopin. Aan het einde van de jaren zestig concentreerde hij zich meer op helderheid en verfijning van zijn toon. Hoewel hij zich met name toelegde op de uitvoering van romantische componisten, werd Pollini een classicist in zijn benaderingswijze. Boven alles moest de pianist trouw blijven aan de partituur en de innerlijke structuur van de muziek blootleggen, hetgeen zich uitte in een zeer terughoudend gebruik van legato en portamento. Hoewel hij in de kritieken in technisch opzicht overal wereldwijd als concurrentieloos geldt, werden zijn interpretaties door sommigen als afstandelijk, spannings- en levenloos betiteld. Later kregen zijn uitvoeringen weer meer impulsiviteit en expressie, hoewel zijn gevoel voor de architectuur van de stukken bewaard bleef.
Het zwaartepunt van Pollini's repertoire zijn de werken van Chopin, Schumann, Beethoven en Schubert. Hij heeft zich echter ook bijzonder ingezet voor de muziek van de 20e eeuw, namelijk Berg, Webern en Schönberg, en bovenal voor de eigentijdse avant-garde, met werken van Boulez, Berio en Nono. Naar aanleiding van Schönbergs 100e geboortedag voerde Pollini zijn complete werk voor piano in meerdere steden uit. Verder nam hij werken op van onder meer: Bach, Mozart, Liszt, Brahms, Bartók en Debussy. Werken van Russische componisten ontbreken bijna volledig.

## Opnamen
Als referentie wordt vaak zijn opnamen van de Etudes van Chopin uit 1972 benoemd. Ook als maatgevend gelden zijn opnamen van de late Pianosonates van Beethoven, het 1e Pianoconcert, de Polonaises en de Pianosonates van Chopin, de Sonate van Liszt, de Fantasie, de Davidsbündlertänze en de Etudes Symphonique van Robert Schumann, de 2e Pianosonate van Boulez, het pianowerk van Schönberg en de 7e sonate van Prokofjev, die hij door een grote structurele helderheid en ritmische precisie een onsentimentele uitdrukking gaf.